# Великі Трояни
Вели́кі Трояни́ — село в Благовіщенській громаді Голованівського району Кіровоградської області України. Населення становить 1280 осіб.

## Назва
Численні скіфо-сарматські кургани навколо села і в центрі поселення, зокрема, на місці нинішнього будинку культури, де при розкопках знайдено два скелети гігантського розміру — більше 2,5 метрів з золотим мечем — символом знатного роду. Це свідчить про давнє скіфо-троянське заселення земель цього краю.     Назва села, ймовірно, має рельєфне походження, оскільки розташоване на великих трьох ярах. Існує така версія, що колись село називалося Три Яри , але в документальних записах були допущені помилки , згодом додали прикметник "Великі"і як наслідок виникла сучасна назва населеного пункту -  Великі Трояни.

## Географія

### Загальні характеристика
Вели́кі Трояни́ — село в Україні, у Благовіщенському районі Кіровоградської області. Площа населеного пункту: 696, 45 га. Орган місцевого самоврядування —Великотроянівська сільська рада.
У Благовіщенському районі Кіровоградської області  в с. Великі Трояни на обліку перебуває  пам'ятка архітектури Комплекс земської лікарні, 1903 р.
Згідно   державного  реєстру  нерухомих пам'яток України, в  с. Великі Трояни на  обліку  2 пам'ятки історії:
- Братська могила радянських воїнів та партизан. Поховано 58 невідомих воїнів і 3 відомих.
- Меморіал полеглих воїнів односельчан із пофамільним списком (Поховань немає)

Окрім того, на території села знаходяться пам'ятки археології 13 курганів: кургана група 1 (4 кургани), курганна група 11 (8 курганів), курган № 6 (1 курган). В  1987 р. їх досліджував археолог В.Ковалик. Занесені до державного  реєстру  нерухомих пам'яток України.
Через село протікає три річки: Синиця, Синька і Безіменна. Синиця, що бере початок недалеко від міста Умані, протікає через села Кам'яна Криниця і Вільхове (древня назва Волсіве — де археологами знайдено культовий центр волсівського аріянства). Друга — Синька, котра протікає через сусідні села Синьки та Одая. Ці села раніше входили до Великотроянівського центру Кам'янець-Подільської губернії. Так от, саме в палаці графині Волконської, який розташовувався колись на горі села Одая, над рікою Синька й народився син, який став одним із засновників української та російської літератури. Його звали Некрасов Микола Олексійович (28 листопада (10 грудня) 1821. І хоч він був зареєстрований у Немирові, Брацлавського повіту Подільської губернії, є дані про те, що народився він саме в Одаї, а потім батько перевіз його до Немирова, де він проходив військову службу. Потім неодноразово визначний поет повертався в це село, слухаючи українських народних пісень, які запали в його дитячу душу навіки, сформувавши його глибоконародний характер поета.

### Географія
Село Великі Трояни розташоване у південно-західній частині Придніпровської височини у лісостеповій зоні. Землі села на сході межують з лісовим масивом «Голоче», на південному сході з землями села Грушки, на півдні — з землями села Йосипівки, на заході — з землями села Мечиславки, на півночі — з землями сіл Вільхове та Синьки Благовіщенського району.
Наше село розташоване майже на однаковій відстані від столиці держави м. Києва (247 км), та міст Одеси (227 км), Миколаєва (234 км), Кропивницького та Вінниці. Найближча станція вузькоколійної залізниці Грушка, розташована на відстані 7 км на південь.

### Тектонічна будова, рельєф. Корисні копалини
Село Великі Трояни розташоване у межах відрогів Українського кристалічного щита. Геологічна будова території — двоярусна: нижній — кристалічний фундамент, верхній — осадовий чохол.
Поверхня села являє собою підвищену пологу хвилясту лісову рівнину, розчленовану долинами річок, балками та ярами. Загальний похил самого села та його земель — на південний схід. Найвища точка рельєфу — 139 м знаходиться на вершині колишнього скіфського кургану (в полі від села Вільхове).
Корисні копалини на території села — є чудова жовта та біла глина, з якої колись троянці виготовляли керамічні вироби побутового вжитку — великі глеки, глечики, миски, тарілки, куманці. В селі розроблене Великотроянівське родовище надміцних сірих гранітів.

### Клімат. Земельні ресурси
Село розташоване в зоні помірно — континентального клімату. Середня температура січня місяця (за останні 100 років) — 5,2 С, липня — +20,5 С. Період з температурою + 10 і більше градусів за Цельсієм становить 170 днів, середня кількість опадів 250 мм. Землі села розташовані в недостатньо вологій теплій агрокліматичній зоні. Основна кількість вологи випадає в теплі місяці  і пори року, висота снігового покриву до 10 см.<
Ґрунти в селі переважно — чорноземи типові середньо та малогумусні, реградовані.

### Внутріні води
Село Великі Трояни розташоване на схилах річки Синиці, у яку впадає в селі дві невеликі притоки: Синька, що бере початок у сусідньому селі Синьки та Безіменна. Береги цих річок, поступово підвищуючись, зливаються в майже суцільну рівнину, у деяких місцях розірвану невеликими ярами, що утворились від дощів. Синиця несе поверхневі  води дальше на південь до Південного Бугу.
В кінці 40-х — на поч. 50-х рр. в селі збудовано 14 ставків, водне дзеркало яких складає 112 га.
В 2016 р. в селі була відреставрована та освячена Чумацька криниця (інша назва Вдовина криниця). Старожили село пов'язують її виникнення із чумаками, які частенько зупинялись на цьому місці перепочити та запастись водою в дорогу.

### Рослинний світ
Основні породи рослин в лісовому масиві: дуб, волоський горіх, клен, ясен, граб, липа, черешня, каштан; в підліску-ліщина, бузина. В долинах річки зустрічаються: верба, вільха, тополя, кущі верболозу. З трав поширені: звіробій, кропива глуха, пирій. В заплавах поширені осока, очерет. На полях вирощують культурні рослини: кукурудзу, пшеницю, жито, соняшник, ріпак, сою, ячмінь, горох тощо.

### Тваринний світ
Тваринний світ є відносно багатим. На території сільської ради водяться дикі свині, їжаки, лисиці, зайці, білки, вовки, дикі кози, ховрахи, кроти, куниця кам'яна, тхір степовий.
Птахи: дятли, сороки, лелеки, сойки, сови, дикі голуби, дикі качки, лебеді, ластівки, фазани, горлиця, зозуля, синиця, горобець, дятел, ворона, сойка, сорока, шпак.
Акліматизовані в долині річки-ондатра, видра.
З плазунів поширеними є ящірка, вуж звичайний та ін. В ставках розводять багато порід риби: короп, карась, судак, сом, окунь, щука, амур, товстолобик та ін.
До «червонокнижних» належать:
- Рослини — астрагал волохатоквітковий, анемона лісова, ковила, осока житня, пирій ковилолистий
- Тварини –видра, тхір степовий, світлий;
- Птахи -  боривітер степовий, журавель сірий
- Плазуни — гадюка степова східна;
- Комахи — павиче око, махаон, жук-олень.

## Історія
Наш край був заселений здавна, про що свідчать археологічні знахідки, які датуються XIV—XII ст. до н. е. Так зв. Сабатинівська культура (с. Сабатинівка нашого району) пізнього бронзового віку мала кам'яну архітектуру й розвинену для того часу металургію та хліборобське господарство.
У ті далекі часи, як свідчать історики, на наших землях проживали кімерійці, скіфи, сармати, готи, гуни, обри, хозари, угри, печеніги. В результаті запеклої боротьби слов'ян з печенігами територія села була приєднана до Київської Русі (середина X ст.) У другій пол. XII ст. землі від Умані до Південного Бугу відійшли до Половецького ханства. З 1362 р. по 1430 р. частина Поділля, де тепер знаходиться село Великі Трояни була включена до Великого князівства Литовського.
Після Люблінської унії 1569 р. Звенигородський повіт, якому належали землі нашого села, увійшов до складу Брацлавського воєводства Королівства Польського. В роки визвольної війни 1648—1654 р.р. територія села відійшла до Уманського полку.
Завойовницькі війни продовжувались і в результаті Бучацького мирного договору між Польщею і Туреччиною 1672 р. Поділля, а значить вся Брацлавщина відійшла до Туреччини до 1686 р. За рішенням Карловицького конгресу 1699 р. Польщі було повернуто Поділля, Брацлавщину та південну Київщину. Територія села опинилася знову у Звенигородському повіті Брацлавського воєводства, де перебувала ще майже сто років. Наш край від Канева -Умані і на південь до самого моря, (який був майже незаселений) опинився в руках клану Потоцьких.
Сучасне заселення території села Великі Трояни почалося приблизно з сер. 20 — х років XVIII ст. В період заселення в нашому селі, як і по всій окрузі діяли « пільгові роки», коли всі поселенці звільнялися від різного роду податків і повинностей на 50 років. В наш край потяглися селяни з Волині, Полісся, Галичини, Польщі, Молдавії. В роки перших поселень найкращі місця займали нові сім'ї, які об'єднувались родинними зв'язками. Так на правому березі річки Синиці поселилися переселенці, які мали прізвище Ходак, на лівому березі річки — поселилися Коцани, на правому березі річки Синька — поселилися Киселі, а на лівому — Юрченки. Південно- східна частина села називалася Черніївкою, південна — Поворознюківкою. Від того і пішли назви тих вулиць — Ходаківка, Коцанівка, Киселівка, Юрченківка, Поворознюківка. По закінченню пільгових років поселенців поступово перетворили на кріпаків графа Потоцького. За прояв непокори поселенцям села добряче перепадало від козаків, що слугували сім'ї Потоцьких.
Вперше село згадується в архівних документах 1763 р.,в яких зазначається, що в цьому році прихожани села побудували на свої кошти трьохкупольну церкву з дерева.
Населення села складалося переважно з селян, між якими в значній мірі були вихідці з колишньої польської шляхти, перейменованої в безземельних селян і декілька сімей міщан.
У XVIII ст. В-Трояни належали графам Потоцьким. У 1848 р. в селі було 136 дворів з населенням 740 чоловік. З них лише 10 дворів мали тягло і користувалися наділом землі в розмірі 5 моргів (2.5 десятини),110 дворів тягла не мали і користувалися наділом землі в два раза меншим перших, 16 дворів мали лише городи, а 15 сімей не мали ні землі, ні жител. Тих, які не мали землі і будинків називали «бобилями». Це були збіглі кріпаки, які працювали на церковних землях. 
Чоловіки віком від 17 до 55 років, а жінки — від 15 до 50 років відбували тяжку панщину, працюючи на нього весь світловий день. Протягом року т. зв. тяглові кріпаки повинні були відробити по 198, а піші — по 88 днів.
Кріпаки, що мали по троє волів відробляли по 4 дні панщини, двоє волів -три дні, одного вола — два дні. За день кріпак повинен був зорати півдесятини або засіяти 3 десятини, чи скосити одну десятину озимих або 1,5 десятини ярих хлібів. На селі було 138 волів,38 бичків, 38 голів гуртової худоби, і лише 5 коней.
Для оранки землі використовували "малоросійський" двоколісний плуг. У нього впрягали три-чотири пари волів. поля засівали вручну. Збирали врожай за допомогою серпа та коси. Молотили ціпами, кам'яними або чавунними котками. Застосовували і метод гармакування.
Панщина на Поділлі рівнялася 200 дням. Оброк брали з душі 8 карбованців. Виконуючи гужову (підводну) повинність власними возами, у яких впрягали волів, у період після жнив наші односельці займались чумакуванням. Один такий віз витримував вагу в 20-30 пудів. За проїзд 20 верств зараховувався 1 день панщини. Проте спеціальним урядовим законом заборонялось відправляти селянські підводи далі 300 верств, не інакше як з панськими харчами, враховуючи кожні 20 верств за 1 інвентарний день панщини. Довгі валки чумаків везли панське, а також власне зерно до Одеського порту та до Криму. Назад привозили фурами куплену сіль, рибу, деякі промислові товари. Давали на панський двір десятину від своєї худоби, птиці, яйця, десяту копицю сіна, соломи. Виконавцями влади і волі поміщика над селянами були староста, соцькі та ін. особи, яких поміщик звільняв від натуральних повинностей.
З архівних матеріалів знаємо, що страшної посухи село зазнало 1834 р., коли з голоду померло більше ста односельчан, а з села виїхало майже три сотні наших людей в пошуках кращої долі…
Керуючись указом уряду від 2 квітня 1842 р. про «зобов'язаних селян» поміщик Потоцький в 1850 р. перевів своїх селян з панщини в стан тимчасово зобов'язаних (на цілих 11 років раніше проведеної реформи про відміну кріпацтва в Російській імперії 1861 р.!).Щороку селяни платили поміщику за землю податок грішми 1859 карбованців 80 коп. Виплата покладалась на сільську общину. З 1 вересня 1863 р. тимчасово зобов'язані селяни переводились в розряд власників. Платежі за земельні наділи селяни сплачували державі в розстрочку через відділ Селянського банку.
За викупним актом від 26 листопада 1869 року тяглові одержували польовий наділ розміром — 11 десятин, за городниками залишилися лише садиби, надільної землі їм не виділили. За ці землі було сплачено близько 37 тис. крб. 
За вищий душовий наділ встановлювався оброк від 8 до 12 руб. на рік або панщина — 40 чоловічих і 30 жіночих робочих днів на рік. Якщо наділ був більший за вищий, то поміщик відрізав на свою користь «зайву» землю. Якщо наділ був менший за вищий, то повинності зменшувалися, але не пропорційно. 
Селянин зобов'язаний був негайно сплатити поміщику 20 % викупної суми, а решту 80 % вносила держава. Селяни мали погашати її протягом 49 років щорічно рівними викупними платежами. Щорічний платіж становив 6 % викупної суми.
Безземельним і малоземельним селянам доводилося орендувати землю в того ж таки поміщика. Орендна плата за землю на поч. ХХ ст. коливалася від 8 до 13 крб за десятину ( 1.1 га).  
Поміщики здавали землю в оренду по 18-20 крб. на рік з обов'язковою платою орендних грошей на початку року.В 1912 р. пара волів коштувала 230 крб., а кінь чи корова - не менше як 70 крб. 
За випас худоби на панській толоці треба було зібрати для поміщика 2 десятини хліба. Придбати землю селянин - бідняк фактично не мав змоги - ринкові ціни на неї зростали з року в рік. Якщо в 1870 - 1880 рр. одна десятина землі коштувала 37 крб., в 1880- 1884 рр. - 65 крб., то вже в 1903 р. - досягла 203 крб. 
Близько 1845 р. до Троянівських земель була приєднана слобода Станіславчик. В селі В-Трояни у 80-х рр. XIX ст. виділяються більше 15 дворів заможних селян, яким належало по 20 і більше десятин землі.
В 1864 р. на кошти графа Михайла Потоцького був зведений новий дерев'яний однокупольний храм на честь великомученика Дмитра Мироточивого. На будівництво храму поміщик виділив 24 тис. крб.
Після викупу маєтків у племінниці Потоцького Марії Строганової удільним відомством землі с. В-Троянів орендували пани Парамбойми, які наймали робітників на сезонні і постійні роботи. В село щороку приїжджали селяни Харківської, Чернігівської, Полтавської губерній на роботи в поміщика і заможних селян. Частина їх залишалась жити в селі назавжди. Так на поч. XX ст. в селі вже було 490 дворів з населенням 2337 чоловік.
Життя строкових робітників в панській економії було гірше собачого. «Працювали від зорі до зорі. Жили в трухлявих бараках і землянках. Хліб їли чорніший од святої землі та сьорбали вівсяний куліш — такі були панські харчі. Заробіток проїдали і додому повертались ні з чим.» , — згадував житель села Долиняк Петро Дем'янович. Тривалість робочого дня становила 17-18 годин, середня зарплата чоловіків була 44 коп., жінок — 33 коп. в день.
Напередодні революції 1905—1907 рр. у Великих Троянах 100 господарств були безземельними, 189 — мали по 2 і менше десятини, тоді як 9 сім'ям належало по 10 і більше десятин. Тяжке соціально-економічне становище штовхало селян на боротьбу проти царського ладу.
В селі протягом 1905—1907 рр. відбулося ряд революційних виступів проти поміщика Дравановського. Селяни відмовлялися доглядати просапні культури за низьку оплату і вимагали підвищення заробітку до 40-45 коп.в день. Найбільш активними організаторами страйків були Регуш Андрій Опанасович, Кіснічук Андрій Мінович, Бедзей Іван Корнійович. Навесні 1906 р. безземельні і малоземельні селяни зібрались біля Великотроянівської волосної управи з вимогою про переділ поміщицької землі. Волосна поліція розігнала селян, а організаторів виступу Киселя Левка Кириловича, Книша Івана Матвійовича та Долиняка Сидора Кіндратовича арештувала і жорстоко побила різками. Для охорони панського майна поміщик Дравановський найняв охорону.
У 1864 р. вперше відкрилась церковно-приходська школа, а в 1875 р. замінене мінестерським однокласним народним училищем. Через 22 роки 1897 р. в селі була відкрита школа грамоти для дівчаток. Діти одержували дуже мізерні знання. Усіх письменних чоловіків було 25 %, жінок 0,3 %. Матеріальна база шкіл була майже відсутня. До 1903 р. школи були на отриманні сільських громад." Школа з низькими столами на підпорах, кривими потрісканими стінами. В холодні дні собака не втрималась б. Свита не гріла, у постолах ноги дубіли. Вчитель нас відпускав додому, або ми самі тікали.", — згадував старожил села Кіснічук Андрій Мінович. Про вищу освіту в селі могли тільки мріяти. «В селі панує така темнота, що аж моторошно стає. Більшість людей навіть не знають, що таке газета. Селяни йдуть до монопольки, де йде така пиятика, що аж страшно робиться. П'ють навіть жінки. Особливо сумно дивитись на молодь — парубків. Найкраща в них забава — п'янство, а наслідки п'янства — бійка» — писала газета «Рада», Київ,1912 р.,ст. 4.
На той час В-Трояни були волосним центром: в селі працював єдиний на всю округу водяний млин, працювала дільнича лікарня, яка обслуговувала населення всієї волості, сільський банк, щотижня в четвер проводились світанкові базари, на які приїжджали селяни й купці з навколишніх сіл. На місці сучасного млина в селі розташовувався Панський тік. А там, де зараз стоїть споруда сільської школи, був так званий Попівський двір. Дравановський виписав із Польщі кілька сімей: Ободовські, Думанські, Чудновські, Сєльські, Оржиховські, Зароцькі, Вітвіцькі, Бардецькі, Дзевицькі, Животовський, Бершадський, Ліщинські, Ставніцькі, Глімбоцькі, Тихорські та ін.. Звідти вони завезли помідори, буряки — скакуни.
В 1903 р. в селі збудували комплекс земської лікарні. 1910 р розпочав роботу споруда волосної управи (біля нинішнього Старого стадіону).
В роки Першої світової війни на фронт пішли 397 чоловіків, з яких додому не повернулися 132 чоловіки. 23 червня 1916 р.група жінок і відпускні поранені солдатів (близько 500 чоловік) направились до псаломщика Коваля і вимагали від нього « оту чорну книгу з орлом» куди записують всіх в панщину до земства. Після його переконання про те, що книги у нього не має, група селян направилась до будинку священника Костянтина Спогожевського, погрожуючи втопити його в ставку, якщо він не віддасть їм «чорну книгу». Волосна поліція арештувала 12 жінок, решту оштрафували по 100 крб. кожного і відпустили.
Публікую поіменний список наших односельчан які воювали на фронтах Першої світової війни 1914 - 1918 рр.. Ніхто не забутий, ніщо не забуто! Ми пам'ятаємо кожного нашого героя! Сайт на якому знаходиться інформація https://gwar.mil.ru/heroes/
Бедзей Іван Корнійович, 8-й Фінляндський стрілковий полк, стрілець ( Загинув голодною смертю разом зі своєю донькою в 1933 р.)
Подуфалий Антон Гаврилович, 1886 р.н. Місце служби: 11- й піхотний Псковський полк, рядовий 
Ободовський Володимир Іванович. Місце служби: 186 піхотний Асландузький полк, рядовий  
Шмиголь Євстафій Єфимович. Місце служби: 260- й піхотний Брацлавський полк, рядовий 
Поворознюк Кирило Ігнатович. Місце служби: 171-й піхотний Кобринський полк, рядовий
Стах Зеновій Трофимович. Місце служби: 401- й піхотний Карачевський полк, рядовий  
Стах Михайло Радіонович. Місце служби: 297 Ковельський полк, рядовий  
Попович Андрій Пилипович. Місце служби: 310 піхотний Шацький полк, фельдфебель. Залишений на полі бою 14.02.17 р.
Бендяк Віктор Петрович, 1896 р.н. Місце служби: 42 - й піхотний Якутський полк, рядовий 
Румик Кирило Кирилович, 1896 р.н. Місце служби: 408- й Кузнецький полк, рядовий
Румик Дмитро Алектіонович, 1896 р.н. Місце служби: 10- й Туркестанський полк, рядовий 
Бабій Павло Порфирович, 1896 р.н. Місце служби: Лейб гвардії Стрілецький Імпер. Фам., рядовий 
Депринда Василь Федорович, 1896 р.н. Місце служби: 42- й піхотний Якутський полк, рядовий 
Гладкий Феофан Іларіонович, 1896 р.н. Місце служби: 10- й Туркестанський стрілковий полк, рядовий 
Кацан Семен Йосипович. Місце служби: 58-й піхотний Празький полк, солдат
Берловський Іван Тарасович, 1891 р.н. Місце служби: 249-й піхотний Дунайський полк, мл. унтер - офіцер 
Берловський Семен Андрійович. Місце служби: 51-й піхотний Литовський полк, рядовий 
Берловський Семен Тарасович, Місце служби: 51-й піхотний Литовський полк, рядовий 
Берловський Стефан Іванович. Місце служби: 3-я гренадерська дивізія, рядовий 
Берловський Григорій Петрович, 1894 р.н. Місце служби: 10-й Туркестанський стрілковий полк, рядовий 
Боженюк Андрій Павлович. Місце служби: 185-й піхотний Башкадикларський полк, рядовий 
Долиняк Андрій Антонович, Місце служби: 401-й піхотний Карачевський полк, рядовий 
Засядьвовк Іван Васильович. Місце служби: 10-й піхотний Новоінгерманландський полк, рядовий 
Щербатий Володимир Ісаакович, Місце служби : 310- й піхотний Шацький полк, рядовий 
Стародуб Петро Васильович.Місце служби: 15-й стрілковий полк, рядовий 
Григорчук Тихін Степанович. Місце служби: 171- й піхотний Кобринський полк, ополченець. Загинув 17.07.1916 р. 
Андріюк Василь Мартинович. Місце служби: 8-й стрілецький полк, фельдфебель. Георгіївський хрест ІІІ ступені 31.10.1915 р.
Долиняк Йосип Кирилович. Місце служби: 300-й піхотний Заславський полк, рядовий 
Доценко Федір Фомич. Місце служби: 19-й піхотний Костромський полк, рядовий 
Лазарук Кирило Кирилович, рядовий. Місце служби: 321-й піхотний Окський полк, Зник безвісти 05.02.1915 р.
Богачук Михайло Григорович. Місце служби: 201-й піхотний Потійський  полк, стрілець 
Мельник Павло Іванович. Місце служби: 54-й піхотний Мінський полк, мл. унтер - офіцер 
Миронюк Григорій Іванович. Місце служби: 8-й Фінляндський стрілковий полк, рядовий
Доманський Огапій Никифорович. Місце служби: 10-й Фінляндський стрілковий полк, рядовий 
Довгань Григорій Костянтинович. Місце служби: 170-й піхотний Молодечненський полк, рядовий 
Короленко Яків Семенович. Місце служби: 12-й піхотний Великолуцький полк, рядовий 
Ходак Олексій Арсенович. Місце служби 161-й піхотний Александропольський полк, рядовий 
Василєвський Дмитро Мар'янович. Місце служби: 722-й піхотний Салтиково - Неверовський полк
Могилюк ( Могиляк?) Тимофій Акимович. Місце служби.: 275-й піхотний Лебединський полк, рядовий. 
Козак Арсеній Ксенофонович. Місце служби: 275-й піхотний Лебединський полк, рядовий. Зник безвісти 23.05.1915 р.
Масний Іван Матвійович. Місце служби: 75-й піхотний Севастопольський полк, ратник
Ходак Іван Ілліч, 1887 р.н. Місце служби: 42-й піхотний запасний батальйон, рядовий (Заарештований Грушківський РВ НКВС, засуджений трійкою УНКВС Одеської обл. до розстрілу  29.04.38 р.)
Шкуровський Ісаак Платонович. Місце служби: 310-й піхотний Шацький полк, рядовий 
Долиняк Йосип Кирилович. Місце служби: 300-й піхотний Заславський полк, рядовий 
Гончарук Мефодій Омельянович, 1895 р.н. Місце служби: 161-й піхотний Александропольський полк, рядовий 
Долиняк Василь Федорович. Місце служби: 260-й піхотний Брацлавський полк, рядовий 
Григорчук Василь Федорович. Місце служби: 10-й Сибірський стрілковий полк, ст. унтер -офіцер
Шкуровський Василь Хомич. Місце служби: 250-й піхотний Балтинський полк, рядовий. Зник безвісти 08.12.1914 р.
Хаймович Пижус Іцькович. Місце служби: 49-й піхотний Брестський полк, рядовий 
Стародуб Трофим Васильович. Місце служби: 8-й драгунський Астраханський полк, рядовий 
Цилюрик Пилип Маркович. Місце служби : 298-й Мстиславський полк, рядовий 
Цилюрик Василь Савович. Місце служби: 404-й Камишинський полк, фельдфебель 
Могила Тимофій Спиридонович. Місце служби: 35-й піхотний Брянський полк, рядовий. Загинув 16.09.1916 р.
Могила Василь Спиридонович. Місце служби: 311-й піхотний Кременецький полк, рядовий . Помер від ран 13.06.1915 р.
Гончарук Антон Тарасович. Місце служби: 8 -й Фінляндський стрілковий полк, рядовий 
Гуменюк Григорій Лазарович. Місце служби: Кулеметна рота при 7 - му запасному полкові, рядовий 
Залізняк Кіндрат Кузьмич. Місце служби: 25-й Сибірський стрілковий полк, ст. унтер - офіцер 
Хитрук Герасим Євстафійович. Місце служби: 405-й піхотний Льговський полк, рядовий 
Окіпняк Леонтій Микитович. Місце служби: 246-й піхотний Бахчисарайський полк, рядовий. Зник безвісти 10.07.1917 р.
Фурман Семен Андрійович. Місце служби: 275-й піхотний Лебединський полк, рядовий. Зник безвісти 23.05.1915 р.
Стасюк Кирило Антонович. Місце служби: 409-й піхотний Новохоперський полк, рядовий. Зник безвісти  05.09.1916 р.
Мошла ( Мошляк?) Тимофій  Спиридонович. Місце служби: 409-й піхотний Новохоперський полк, рядовий
Юрченко Прокопій Андрійович. Місце служби: 260-й піхотний Брацлавський полк, рядовий. Залишений на полі бою 23.04.1915 р.
Книш Федір Федорович. Місце служби: 404-й піхотний Камишинський полк, рядовий 
Чорний Петро Федорович. Місце служби: 108-й Саратовський полк, рядовий 
Стародуб Володимир Степанович. Місце служби: 54-й піхотний Мінський полк, єфрейтор 
Шинкарук Максим Ларионович. Місце служби: 11-й Псковський полк, рядовий 
Соколюк Григорій Корнійович. Місце служби: 186-й Асландузький полк, рядовий 
Бондар Никифір Леонтійович. Місце служби: 60-а піша Подільська дружина, рядовий 
Миронюк Мойсей Павлович. Місце служби: 411-й піхотний Сумський полк, рядовий 
Миронюк Григорій Іванович. Місце служби: 8-й Фінляндський стрілковий полк, рядовий 
Чудновський Василь Онуфрійович. Місце служби: 113-а стрілкова дивізія, рядовий 
Долиняк Василь Федорович. Місце служби: 260-й піхотний Брацлавський полк, рядовий 
Бойко Купріян Михайлович. Місце служби: 21- й Туркестанський стрілковий полк, рядовий 
Добрянський Яків Іванович, Місце служби: 408-й піхотний Кузнецький полк, ополченець 
Стасюк Микита Ісаакович. Місце служби: 171-й піхотний Кобринський полк, рядовий 
Стародуб Павло Антонович. Місце служби: 254-й Миколаївський полк, рядовий 
Снопко Порфирій Федорович. Місце служби: 54-й Мінський полк, рядовий 
Сніпка( Снопко?)Денис Мінович. Місце служби: 9-й Сибірський стрілецький полк, стрілець 
Кацан Тимофій Мойсеєвич. Місце служби: 171-й піхотний Кобринський полк, рядовий 
Білоусов Іван Семенович, 1893 р.н. Місце служби: 300-й піхотний Заславський полк, рядовий.(Заарештований Грушківським РВ НКВС, засуджений трійкою УНКВС Одеської обл. до розстрілу 25.05.38 р)
Щербатий Федір Дмитрович.Місце служби: 275-й піхотний Лебедянський полк, рядовий. Загинув 09.08.1916 р.
Юрченко Дем'ян Андрійович. Місце служби: 15-й стрілковий Й.В. короля Чорногорського Миколи І полк, стрілець. Зник безвісти 06.05.1915 р.
Книшук Йосип Матвійович. Місце служби: 164-й піхотний Закатальський полк, рядовий 
Оржиховський Василь Пилипович. Місце служби: 260- й піхотний Брацлавський полк, ратник. Залишений на полі бою 16.04.1915 р.
Щербатий Арсентій Демидович. Місце служби : 178- й піхотний Венденський полк, рядовий ( Був розкуркулений в 1929 р., загинув голодною смертю разом з дружиною Ганною в 1933 р.)
Бондаренко Федір Васильович. Місце служби: 161-й піхотний Александропольський полк, рядовий
Гуркавенко Саватій Фомич. Місце служби: 405-й піхотний Льговський полк, рядовий 
Книшук Деомід Євдокимович. Місце служби: 12-й гренадерський Астраханський полк, гренадер
Кіснічук Андрій Мінович. Місце служби: 8 піхотний Естляндський полк, рядовий 
Кіснічук Ксенофонт Мінович. Місце служби: 12-й гренадерський Астраханський полк, гренадер. Залишений на полі бою 22.06.1915 р.
Гладкий Омельян Іларіонович. Місце служби: 8-й Фінляндський стрілковий полк, стрілець. Загинув 13.09.1915 р.
Юрченко Діонісій Никифорович. Місце служби: 58- й тиловий евакуаційний пункт, ратник 1 - го розряду
Денисюк Олексій Павлович. Місце служби: 58-й евакуаційний госпіталь, ратник 1- го розряду 
Бузяшний Володимир Прокопович. Місце служби: 43-й піхотний Охотський полк, рядовий 
Стасюк Онуфрій Антонович. Місце служби: 310-й Шацький полк, рядовий 
Стасюк Василь Микитович. Місце служби: 10-й Туркестанський стрілковий полк, ст. унтер - офіцер 
Бондар Мойсей Никифорович. Місце служби: 10-й Туркестанський стрілковий полк, рядовий 
Чорний Вікентій Никонович. Місце служби: 41-й Селенгірський полк, рядовий 
Юрченко Пилип Кирилович. Місце служби: 33-й піхотний Єлицький полк, ст. унтер - офіцер 
Білоус Леонтій Афанасович. Місце служби: 250-й піхотний Балтинський полк, рядовий. Зник безвісти  14.11.1914 р.
Богачук Матвій Степанович. Місце служби: 72-й піхотний Тульський полк, рядовий 
Сквира Володимир Ксенофонтович. Місце служби: 12-й піхотний Великолуцький полк, рядовий 
Сквира Микита Савустянович. Місце служби: 102-й піхотний Вятський полк, рядовий. Зник безвісти 18.08.1916 р.
Лисий Михайло Кіндратович. Місце служби: 42-й піхотний запасний полк, рядовий 
Колісник Василь Пилипович. Місце служби: 247-й піхотний Маріупольський полк, рядовий 
Стасюк Микита Ісаакович. Місце служби: 86-й запасний полк, рядовий 
Голованюк Іван Пилипович. Місце служби: 171-й піхотний Кобринський полк, ополченець. Зник безвісти 17.07.1917 р.
Барковський Ілля  Іванович. Місце служби: 43-й піхотний Охотський полк, рядовий 
Кацан Семен Осипович. Місце служби: 58-й піхотний Празький полк, рядовий 
Козак Іван Микитович. Місце служби: 43-й піхотний Охотський полк, рядовий 
Богачук Йосип Іванович. Місце служби: 10-й Туркестанський стрілковий полк, рядовий
Паламарчук Іван Климентійович. Місце служби: 28-й Павлоградський полк, рядовий 
Гончар Трофим Євсейович. Місце служби: 299-й піхотний Дубенський полк, єфрейтор 
Шинкарьов Максим Ларіонович. Місце служби: 11-й Псковський полк, рядовий 
Юрченко Каленик Михайлович. Місце служби: 337-й піхотний Грайворонський полк рядовий 
Ходак Олексій Арсенович.Місце служби : 161-й піхотний Александропольський полк, рядовий 
Шкуровський Петро Іванович. Місце служби: 185-й Башкадикларський полк, рядовий 
Колос Мойсей Семенович. Місце служби: 275-й піхотний Лебединський полк, рядовий. Зник безвісти 23.05.1915р.
Чорний Сергій Степанович. Місце служби: 110-й санітарний потяг, рядовий 
Драчук Трохим Остапович. Місце служби: 405-й піхотний Льговський полк, рядовий ( Загинув голодною смертю в 1933 р.)
Юрченко Микола Васильович. Місце служби: 187-й піхотний Аварський полк, рядовий 
Юрченко Сергій Андрійович. Місце служби: 59-я піша Подільська дружина, рядовий 
Білоус Терентій Якович. Місце служби: 35-й Сибірський стрілковий полк, рядовий 
Мошляк Ісідор Лукін. Місце служби: 41-й піхотний Селенгінський полк, рядовий 
Юрченко Олексій Хрисанфович. Місце служби: 41-й піхотний Селенгінський полк, рядовий 
Бедзей Михайло Власович.Місце служби: 41-й піхотний Селенгінський полк, рядовий 
Гончарук Степан Васильович.Місце служби: 295-й піхотний Свірський полк, рядовий 
Фуметчук Артем Андрійович. Місце служби: 41-й піхотний Селенгінський полк, рядовий 
Долиняк Андрій Антонович. Місце служби: 401-й піхотний Карачевський полк, рядовий 
Шмиголь Євстафій Єфімович.Місце служби: 260-й піхотний Брацлавський полк, рядовий 
Юрченко Тихін, рядовий. Місце служби: 41-й піхотний Селенгінський полк. Загинув 04.12.1914 р.
Стасюк Сергій Романович. Місце служби: Лейб- гвардії Кексгольмський полк, лейб - гвардії рядовий . Зник безвісти 22.12.1914 р.
Бурлака Іван Михайлович. Місце служби: 254-й піхотний Миколаївський полк, рядовий 
Проданчук Кирило Наумович. Місце служби: 312-й піхотний Васильківський полк, рядовий 
Румик Кирило Кирилович. Місце служби: 408-й Кузнєцький полк, рядовий 
Сунька Григорій Федорович. Місце служби: 250-й піхотний Балтинський полк, рядовий 
Колесник Федір Григорович, 1895 р.н. Місце служби: 55-й піхотний Подільський полк, рядовий (Загинули голодною смертю його діти Лук'ян  і Настасія в 1933 р. )
Лозінський Яків Євсейович. Місце служби: 74-й полк, рядовий  
Богачук Трохим Григорович. Місце служби: 408-й піхотний Кузнєцький полк, рядовий 
Барвінок Іван Євстафійович,. Місце служби: 250-й піхотний Балтинський полк, мл. унтер - офіцер 
Кісіль Петро Дементійович. Місце служби: 275-й піхотний Лебедянський полк, рядовий.Загинув 05.05.1915 р.
Снопко Семен Федорович. Місце служби: 700-й піхотний Єлатьмінський полк, рядовий 
Гончарук Сергій Тарасович. Місце служби: 33-й запасний полк, рядовий 
Чорний Яків Іванович. Місце служби:160-й піхотний Абхазький полк, рядовий 
Білоусов Мойсей Йосипович. Місце служби: 10-й Туркестанський стрілецький полк, рядовий 
Юрченко Трохим Федорович. Місце служби: 41-й піхотний Селенгірський полк, рядовий 
Гончар Корній . Місце служби: 466-й піхотний Малмижський полк, рядовий 
Юрійчук Василь Іванович, лейб - гвардії мл. унтер - офіцер. Загинув 26.09.1915 р.
Бондаренко Василь Сафронович. Місце служби: 313-й піхотний Балашівський полк, рядовий 
Десюк Пилип Павлович. Місце служби: 275-й піхотний Лебедянський полк. Загинув 5.05.1915 р.
Білоус Андрій Павлович. Місце служби: 51-й піхотний Литовський полк, ополченець. Зник  безвісти 23.03.1915 р. 
Стасюк Ульян  Никифорович. Місце служби: 41-й піхотний Селенгірський полк, рядовий. Зник безвісти 10.10.1914 р.
Щербатий Лавр Опанасович. Місце служби: 256-й піхотний Елисаветградський полк, рядовий ( проходив службу в одному полку з майбутнім маршалом Радіоном Маліновським, який був помічником кулеметника) 
Білоусюк Іван Ульянович. Місце служби: 171-й піхотний Кобринський полк, рядовий  
Ходак Афанасій Март'янович. Місце служби: 12-й піхотний Великолуцький полк, рядовий 
Стасюк Кирило Антонович. Місце служби: 409-й піхотний Новохоперський полк, рядовий. Зник безвісти 16.09.1916 р.
Гончарук Антон Тарасович. Місце служби: 8-й Фінляндський стрілецький полк, стрілець
Шамраев Іван Микитович. Місце служби: 250-й піхотний Балтинський полк, рядовий 
Юрченко Дем'ян Андрійович, стрілець. Зник безвісти 01.07.1915 р.
Книшук Йосип Матвійович.Місце служби : 164-й піхотний Закатальський полк, рядовий 
Доганчук Іван Павлович. Місце служби: 11 саперний батальйон, рядовий 
Мезенчук Леонтій Тимофійович. Місце служби: 53-й піхотний Волинський полк, єфрейтор 
Ревус Григорій Каленикович. Місце служби: 32-й запасний батальйон, рядовий 
Швець Гнат Петрович. Місце служби: 178-й піхотний Венденський полк, рядовий. Залишений на полі бою 11.05.1915 р.
Давинняк Прокофій Кирилович.Місце служби: 41 піхотний Селенгірський полк, рядовий 
Шипкорук Максим Іларіонович. Місце служби: 11-й Псковський полк, рядовий 
Кісіль Митрофан Маркович, Місце служби: 15-й стрілецький Є. В. Короля Чорногорського Миколи I полк, рядовий 
Книш Олександр Автономович. Місце служби: 178-й піхотний Венденський полк, ратник. Зник безвісти 16.12.1914 р.
Миронюк Григорій Іванович. Місце служби: 8-й Фінляндський стрілецький полк, стрілець 
Ніговський Семен Бенедиктович. Місце служби: 171-й піхотний Кобринський полк, рядовий 
Книшук Петро Феофанович, 1896 р.н. Місце служби: 10-й піхотний полк.Табір для військовополоненних: Австро-Венгрия, Эгерсег на Залє, 30.03.1916 р. 
Проданчук Андрій Григорович, 1892 р.н. Місце служби: 59-й піхотний Люблінський полк. В полоні з 01.05.1915 р., Австро-Угорщина, Клейнмюнхен
Богачук Прокіп Петрович, 1875 р.н. Місце служби: 8-й Фінляндський стрілковий полк, стрілець. Зник безвісти 17.06.1915 р.
Ходак Юхим Феофанович, 1894 р.н. Місце служби: 54-й Мінський піхотний полк.Табір для військовополоненних: Австро- Угорщина. Дата: 01.09.1915 р. - 11.05.1916 р.
Богачук Прокіп Авдійович, 1894 р.н. Місце служби: 186-й піхотний Асландузький полк, єфрейтор. Табір для військовополонених: резервний госпіталь 2, Австро- Угорщина, Дебречин. Дата : 05.10.1916 р. - 10.10.1916 р.
Білоусюк Іван Ульянович, 1892 Місце служби: 171-й  піхотний Кобринський полк. Табір для військовополонених: Австро- Угорщина, Дюнасердагель. Дата : 28.05.1916 р. - 1.10.1916 р.
Парашнюк Кифір Прокопович. Місце служби: 15-й стрілковий Й. В. Короля Чорногорского Миколи I полк, стрілець. Загинув весною 1915 р.
Чорний Вікентій Никонович. Місце служби: 41-й піхотний Селенгірський полк, рядовий 
Кушнір Костянтин Хомич. Місце служби: 54-й піхотний Мінський полк, єфрейтор 
Берловський Антон Йосипович. Місце служби: Лейб- гвардії литовський полк, рядовий. Зник безвісти 21.06.1917 р. 
Бурлак Іван Михайлович. Місце служби: 254- піхотний Миколаївський полк, рядовий  
Ткачук Герасим Дем'янович. Місце служби: 275-й Лебедянський полк, рядовий. Зник безвісти 23.05.1915р.
Гуманецький Сергій Костянтинович. Місце служби:  14 обозний батальйон, рядовий 
Кіснічук Григорій Лазарович. Місце служби: 25-й Сибірський стрілецький полк
Цей список не повний і потребує уточнення та доповнення інформації про наших односельчан...
На той час наше село адміністративно належало до Кам'янець - Подільської губернії, Балтського повіту, Троянівської волості, так як наше село було на той час волосним центром ( інколи в документах записано Романовської волості, пояснення цьому я, нажаль, не відшукав), і називалося просто Трояни, без прикметника "Великі ".
З великими надіями зустріли троянчани події Лютневої революції 1917 р. та утворення Центральної Ради в Києві. На площі біля волосної управи відкрився мітинг. Житель сусіднього села Вільхового, колишній моряк Балтійського флоту, більшовик Г. І. Рогозинський, звертаючись до наших односельців, закликав їх взятися за перерозподіл поміщицької та церковної землі і обирати свої органи влади в селі. Була створена сільська Рада, яку очолив житель села Ходак Пилип Опанасович. На весні 1917 р. почали створюватися перші загони "Вільного козацтва" в нашій волості для охорони правопорядку та самооборони. Сотні сусідніх сіл формувалися у волосний курінь, курені — в повітові полки, а полки губернії об'єднувалися в Кіш. 
Але уже весною 1918 р. Україна була окупована австро-німецькими військами. З ними прибув управляючий економією поміщика Шрот та ін. Він вимагав повернути захоплені землі та сплатити штраф. Шрот викликав з Голованівська загін козаків-гетьманців. Селян примушували повернути поміщикам і куркулям землю, майно. За відмову виконати наказ окупанти підпалювали хати, не дозволяючи гасити пожежі. Всіх жителів села зігнали і організували показовий суд різками.
В січні 1918 р. в сел була встановлена радянська влада. Поміщик Дравановський втік в Умань. Був створений волосний та сільський ревкоми. З листопада 1918 р. по лютий 1919 р. в селі перебували війська С.Петлюри. "Червона" армія прагнула повернути під свій контроль багаті хлібні землі України. Троянівський волосний курінь " Вільного козацтва" в 1919 р. мав за мету наступати на більшовицькі частини у Хащуватому.
В лютому 1919 р. більшовики знову поновили свої порядки і закони на наших землях: впровадили зловісну продрозверстку, розв'язали громадянську війну і терор."Роз’яснювальну" роботу серед населення, проводили уповноважені Балтського повітревкому комуністи Г. І. Рогозинський та уродженець Великих Троянів І. С. Вишневський. Вони виступали з роз’ясненням становища в країні і на боротьбу проти Денікіна,— волревком і сільревком організували влітку загін добровольців з 30 чоловік, який влився до лав так заваної "Червоної армії " , що воювала проти "білогвардійців".
З вересня 1919 р. в селі господарювали денікінці, які встановили непомірні податки, вз'ялися за звичні їм грабунки. Було зруйновано млин і всі мости, що були на той час в селі. Через пів року "білогвардійців" прогнали "червоні". 17 жовтня 1920 р. повстанський загін заможних селяни напав на продзагін, що прибув до Великих Троянів з Голованівська. Під час бою було ліквідовано два продармійці.
23 листопада в селі провели партизанський рейд повстанські загони селян на чолі з отаманом Куцим. Партизани увірвалися  в приміщення волревкому, розстрілляли його працівника, спалили документацію і пограбували майно. В серпні 1920 р. був організований комнез, який очолив коваль М.С.Багачук
По селах волості організовували тижневі розкладки — у багатіїв вилучали лишки зерна і передавали їх біднякам. Для ліквідації селянських заворушень в село прибув стрілецький полк "червоної" армії, який знаходився на утриманні жителів села. За період з 1921—1922 рр.з села вислано декілька заможних сімей. На зміну білому прийшов червоний терор, масова колективізація(1929—1932 рр), голод(1932—1933 рр), репресії(1937—1938 рр).
У 1921—1922 рр. почала працювати чотирирічна трудова школа, де навчалося 150 дітей. Першими вчителями були Залізняк Михайло Опанасович, Підвисоцька Ганна Миколаївна.
У 1922 р. було відкрито сільський будинок культури (сільбуд) і бібліотеку. 1923 р.в нашому селі відкрито інтернат для сиріт, де цього ж року утримувалося 32 діток. У 1925 р. відкрили Великотроянівську дільничну лікарню, що обслуговувала 8 сіл та лікувальне відділення. Споруда колишньої панської економії стала агрошколою. Сільська бібліотека запрацювала в 1926 р.
У 1928 р. в селі створено комсомольську організацію. Першим секретарем був Сивак Василь Кирилович, члени бюро — Поворозник Михайло Пилипович, Безкурська Поліна Іванівна, Чорний Василь Савустянович, Коцан Олександр Григорович, Книшук Іван Феофанович, Гуманецький Олександр Микитович, Лозінський Григорій Якович. Всіх комсомольців налічувалось 25 чоловік. У 1929 р. створену піонерську організацію, і лише 1931 р. утворилась первинна комуністична парторганізація, яка налічувала всього 17 чоловік.
У вересні 1929 р. створено перший колгосп «Відродження». Головою колгоспу став Ткаченко Петро Васильович. 1930 р. створено ще 5 артілей.Активістами створення перших  колгоспів у селі виступили наші односельчани І.С.Вишневський, Стасюк Терень, Олекса Долиняк та Книш Костянтин. Вчителів виганяли на " райони" села, змушували писати акти і навіть лізти на горища - шукати під стріхами зерно.  Заможні селяни (які в 30- ті роки отримали статус куркулів) чинили опір колективізації. Весною 1930 р. вони вчинили «волинку» — напали на голову сільради Поворознюка Тихона Пилиповича голову колгоспу, активістів — комсомольців й жорстоко побили. Спалили конюшню, розміщену в колишньому господарстві заможного селянина Щербатого Семена. Сільська Рада організувала охорону села, молоді комсомольці постійно чергували на колгоспних господарствах.   Комсомольські пости вилучали лишки хліба у куркулів, збирали продрозверстку, заготовляли хліб і валками вивозили на державний пункт станції Грушка. На 1931 р. в колгоспах утримувалося 147 коней, 102 корови, 9 свиноматок і 117 вівцематок.
На поч. 30- х в селі налічувалося 490 дворів та проживали майже три тисячі жителів. В 1932 -1933 рр. був страшний штучно створений радянською владою голод, що забрав життя більше 500 наших односельчан. У 2008 р. пошуковцями вдалося встановити імена 66 осіб, які загинули голодною смертю. Актові записи  про смерть за цей період не збереглися.
Великим святом була поява трактора. Першими механізаторами у Великих Троянах були: Юрченко Порфирій, Книшук Семен Захарович, Денисюк Матвій Іванович, Остапчук Василь Йосипович, Коцан Антон Семенович, Кацан Йосип Андрійович, Кацан Павло Іванович та Кацан Степан Гнатович, які закінчили тримісячні курси при Ульяновському цукрозаводі. Першими шоферами були Драпак Іван Федотович, Гуманецький Юхим Сергійович, Білоус Сава Андрійович, Бендяк Микита Микитович. На ланах працювало більше десятка тракторів, по кілька комбайнів. Колгоспники села одержували 7-8 кг зерна за трудодень. 
 У 1937 - 38 рр. запрацювала ще більше репресивна машина радянської влади. За цей період було засуджено до  розстрілу 10 чоловік з нашого села, які були після  реабілітованими. Їм було висунуто неправдиві звинувачення:
Ілич Микола Васильович, 1886 р.н., священик в с. Великі Трояни, ( син священика). Розстріляний 15.08.37 р.
Драпак Федот Семенович , 1882 р.н., розстріляний 5.03.38 р.
Ходак Іван Ілліч ( Іванович), 1887 р.н., Заарештований Грушківський РВ НКВС, засуджений трійкою УНКВС Одеської обл. до розстрілу  29.04.38р)
Білоусов Іван Семенович, 1893 р.н., рядовий (Заарештований Грушківським РВ НКВС, засуджений трійкою УНКВС Одеської обл. до розстрілу 25.05.38 р)
Книшук Костянтин Феофанович, 1888 р.н., заарештований  Грушківським РВ НКВС. Засуджений до 10 р. у виправно - трудових таборах 5.12.37 р.
Остапчук Панас Семенович, 1879 р.н., розкуркулений в 1931р. Розстріляний 28.03.38 р.
Румик Віктор Леонтійович, 1894 р.н, розстріляний 25.05.38 р.
Богачук Прокіп Петрович, 1875 р.н., розкуркулений в 1930 р. В 1934 р. на Уралі в засланні померли його дружина Февронія, та сини Сергій та Никифор. Розстріляний 28.03.38 р.
Кацан Антон Федорович, 1900 р.н. розстріляний 25.05.38 р.
Берловський Григорій Дмитрович, 1904 р.н,  розстріляний 25.05.38 р.
Берловський Ілля Іванович, 1897 р.н, розстріляний 29.04.38 р.
Дзевицький Вікентій Титович - колишній управитель поміщицького маєтку в с. Великі Трояни. В 1929 р. висланий на Соловки, де його в 1930 р. розстріляли.
Всі ці люди, наші односельчани були розстріляні радянською владою. Вони стали жертвами влади радянського союзу! Ми пам'ятаємо кожного мученика "совєтської влади"!
Важким періодом для села була тимчасова німецька окупація. Наше село адміністративно відносилось  до Одеської обл., Грушківського р- ну. 3 серпня 1941 р. німці появились в с. В-Трояни. В південній частині села розгорівся запеклий бій, у якому було знищено механізований загін та багато гітлерівців. В цей день німці спалили хати колгоспників Кацана Філімона М., Книшука Петра Феофановича, Щербатого Мефодія Д., вбили хлопчика Проданчука Дем'яна. В споруді земської лікарні розташувалася німецька комендатура. Завдяки прикладеним зусиллям німецьких прихфоснів -поліцаїв, з села насильно відправлено до Німеччини 112 юнаків і дівчат. З Німеччини не повернулось 69 чоловік.
Жахливу розправу вчинили німці разом з поліцаями над євреями. Німецький комендант наказав поліцаям зселити єврейські сім'ї в хату старого єврея Хаймовича Піня, яка стала останнім притулком 25 чоловік. Серед них було 8 дітей. Троянчани підтримували зв'язки з партизанським загоном «Південний». Будинки братів Суботових довгий час були квартирами, де зустрічалися зв'язківці різних партизанських загонів та диверсійних груп. Брати Субота Костянтин Костянтинович та Субота Василь Костянтинович за зв'язки з партизанами були розстріляні в 1943 р. в смт. Голованівськ.
В роки окупації за зв'язки з партизанами були закатовані 23 жителі села, з них 7 жінок та 5 підлітків. У Великій Вітчизняній війні рідну землю боронили 977 наших земляків, 210 з них нагороджені бойовими та державними нагородами, 225 пали смертю хоробрих.Знайти інформацію про наших ветеранів Другої світової війни можна на сайті : https://m.pamyat-naroda.ru/heroes?birth_place=Украинская+РСР%2C+Одеская+обл.%2C+Грушковский+р-н%2C+с.+В.+Трояны+&mode=extended
В ніч на 12 березня 1944 р. військові частини 21-го корпусу 4-ї гвардійської армії 2-го Українського Фронту (маршал Конєв І.С) с. В-Трояни звільнили від німецьких загарбників.
З 1947 р. споруду колишньої панської економії перетворили на агрономічний семінар ( агрошкола), де навчалися ланкові і бригадири.
1949 р. в село пригнали важку техніку, якою рила котловани для ставків. В 1953 р. на зароблений трудодень колгоспники одержували 2 кг хліба та 1 крб. 20 коп. грішми. У 1958 р. Великотроянівську семирічну школу реорганізовано в школу з десятирічним циклом. В той рік тут працювало 32 вчителі, які навчали 420 дітей. В 1960 р. відкрито перший в області міжколгоспний будинок відпочинку. Щороку 600—700 учнів району проводили тут літні канікули в таборі відпочинку на околиці Великих Троянів. В період хрущовської «Відлиги» 1964 р. була холоднокровно демонтована церква, а на її місці побудовано сільський будинок культури. П'ять разів на тиждень в будинку культури демонструвалися кінофільми. В 1965 р.в колгоспі ім. Горького нараховувалось більше 600 чоловік працездатного населення, яке складало дві рільничі бригади, одну тракторна бригада, рибну і садоогородню бригади і дві тваринницькі ферми. Зарплата в середньому по колгоспу складала 4,8 карб. Так, зарплата доярки 1965 р. складала 170 крб, а свинарки — 161 крб, тракториста 88 крб. Якщо до революції 1917 р. в селі було 10 хат, покритих залізом, то в 1965 р. таких налічувалось більше 300, у власному користуванні жителів села налічувалось 8 автомашин, 32 мотоцикли, 35 газових плит, 30 телевізорів. Колгосп мав у своєму розпорядженні 26 тракторів, 4 зернових комбайни, 16 автомашин та ін інвентар. 
До послуг населення — було відкрито 8 магазинів, їдальня, банно-пральний комбінат, перукарня.В 1971 року було затверджено генеральний план перебудови Великих Троянів. Тут планували звести чотири- та восьмиквартирні двоповерхові будинки,  нові приміщення школи, побутових послуг. При колгоспі працював комбікормовий завод. Працювала сільська аптека, колгоспна лазня, автопарк, тракторний парк із майстернею, пилорама, овочесховище. На території села була установлена власна АЗС (автозаправна станція).
У Великих Троянах проживають 7 учасників війни в Афганістані та інших гарячих точках світу: Согутовський Петро Михайлович, Коломієць Валерій Андрійович, Білоусов Віктор Сергійович, Масловський Сергій Вікторович, Білоус Олексій Йосипович, Кісіль Василь Юхимович, Субота Віктор Кирилович. Мельник Геннадій Костянтинович у Афганістані загинув.

## Населення
Згідно з переписом УРСР 1989 року чисельність наявного населення села становила 1564 особи, з яких 690 чоловіків та 874 жінки.
За переписом населення України 2001 року в селі мешкало 1277 осіб.

### Мова
Розподіл населення за рідною мовою за даними перепису 2001 року:
| Мова       | Відсоток |
| ---------- | -------- |
| українська | 99,14 %  |
| російська  | 0,70 %   |
| молдовська | 0,16 %   |

## Реалії сьогодення
На сучасному етапі, після реформування колгоспу, у селі Великі Трояни земельні ділянки передані в приватну власність жителям села.
Сьогодні основні масиви земель сільської ради орендує столична фірма «Райз-Максимко». В цій фірмі працевлаштована частина наших сельчан. Крім того землі села надано в користування 14-ти фермерським господарствам, 330 одноосібників працюють на своїй землі самостійно, а ставки 7-ми орендаторам.
Функціонує сільський будинок культури на 500 місць Працює бібліотека, дитячий садок, амбулаторія, аптека, відділення зв'язку, сільська рада, протитуберкульозний диспансер. На території сільської ради працюють кафе, продуктові магазини та магазин господарчих товарів. У селі є середня школа, великий Будинок культури з просторою спортивною залою, якому можуть позаздрити навіть великі міста. Раніше тут діяв сільський народний театр, духовий оркестр, шашково-шаховий клуб, гурт силовиків (гантелі) та ін. Тут виступали знамениті борці-велетні, брати Піддубні.
Місцева громада підтримує розвиток спорту та здорового способу життя. У будинку культури проводяться спортивні змагання, культурні заходи та тематичні зустрічі. Діє футбольна команда, яка успішно бере участь у районних турнірах.
Щорічно у селі проводились святкування державних та місцевих свят. До початку пандемії COVID-19 і війни люди традиційно збирались у клубі для святкування цих подій, що стало важливою частиною культурного життя громади. Найпопулярнішими подіями були День села та Різдвяні заходи, які згуртовували місцевих жителів і знайомили гостей із традиціями та культурою села.
В 2016-19 рр. на всіх центральних дорогах Великих Троянів за рахунок надходження державних коштів до бюджету сільської ради було відновлено тверде покриття, підключено нічне освітлення великих та малих вулиць села. Сільська рада надає фінансову допомогу школі, дитячому садочку, відремонтовано будинок культури. Останніми роками проявились нові якісні зміни, які дають надію на відродження села в майбутньому.
Останніми роками в селі відбулися якісні зміни, які дають надію на його відродження в майбутньому.

## Відомі люди
Уродженцями села є
- Герої Радянського Союзу генерал-майор М. П. Охман (1908—1977) та старший лейтенант І. С. Поворознюк (1920—1943),
- Біскупський Михайло Михайлович (* 1932) — український біолог, політик.
- Харті Вадим Миколайович (1987—2015) — сержант Збройних сил України, учасник російсько-української війни (2014 — донині).
- Василь Хитрук, український письменник, етноісторик. Провідник Української Духовної Республіки (УДР, разом з письменнком О.Бердником і кобзарем В.Литвином — м. Київ), Директор Міжнародного Карпатського етноцентру «Терношора-Арт», доцент Інституту Східної Європи (Лавів-Львів), Автор введення літери «Ґґ» до української абетки, предмету «Українознавство», кількох десятків етноісторичних відкритів у сфері гуманітарних наук: Українська Атлантида; Троя Гомера — українська Ольвія; 33 давніх історичних джерела походження етноніма «Україна і Українці». Нової науки ІІІ тис. Атма-Ноосфера.
- Чабан Анатолій Юзефович — професор, викладач Черкаського державного педагогічного університету;
- Окіпняк Василь Григорович — майстер спорту по баскетболу. Екс-Тренер збірної Німеччини з баскетболу.

## Ресурси
- «Географическо-статистический Словарь Российской империи.» Составитель П. Семеновь. Санктпетербургь.:1867
- «Труды Подольского епархиального историко — статистического комитета», выпуск 9, 1907 г. с. 96-97
- Газета «Рада» № 138 — Київ, 1907
- Богачук М. Г. «Село моє — краплиночка на карті»: Літ. — публіцист. видання — Кременчук, 2008
- Книшук Г. Є. «Нарис історії. Великі Трояни» — Київ,1976
- Реабілітовані історією. Кіровоградська область. Книга 5 // Кіровоград, 2009 Національна Книга пам'яті жертв голодомору 1932-1933 рр. в Україні. Кіровоградська область.
- Сайт " Пам'ять народа" Сайт учасників Великої Вітчизняної війни 1941 - 1945 рр.
- Сайт " Поиск героев войны "https://gwar.mil.ru/heroes/